# Schwarzer See (Usedom)

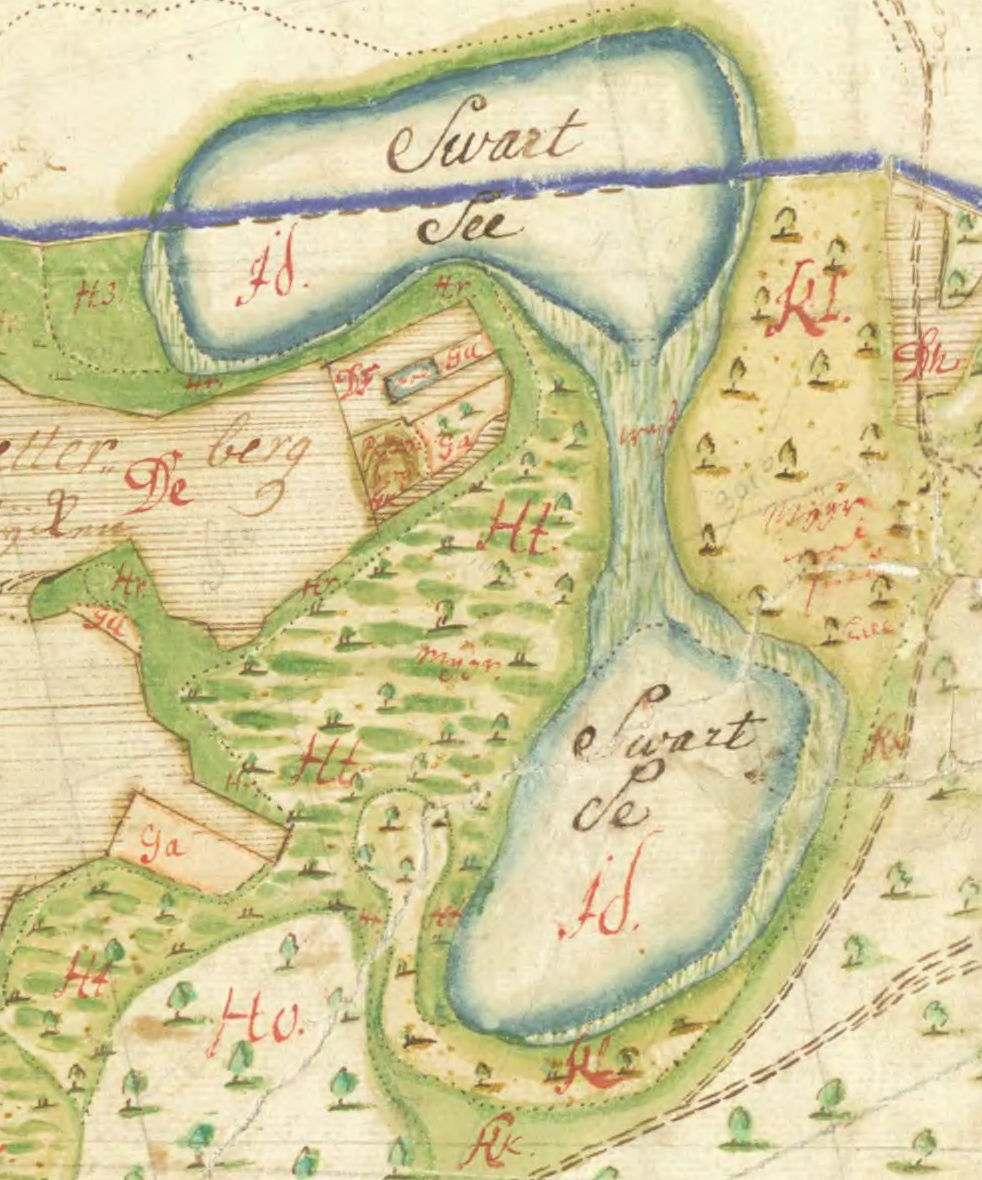
Der Swart See auf der schwedischen Matrikelkarte

Der Schwarze See ist ein ehemaliger See auf der Insel Usedom. Er ist heute ein Niederungsmoor mit zwei ehemaligen Restseen und befindet sich nordöstlich der Stadt Usedom zum größeren Teil auf deren Gemeindegebiet. Der nördliche Teil, auch als Borkscher See bezeichnet, liegt teilweise in der Gemeinde Rankwitz.
Herzog Barnim I. von Pommern gab den See 1270 dem Kloster Grobe und gestattete einen Graben vom nördlichen See zur „Flehne“ (lateinisch „Vileniza“) anzulegen, dem südlichen verbreiterten Peenestrom. Der Alte Graben wurde dem Kloster in den Jahren 1421 und 1422 bestätigt. Auf der Matrikelkarte der Schwedischen Landesaufnahme von Vorpommern sind zwei als Swart See bezeichnete Wasserflächen abgebildet, die durch Sumpfland in einer schmalen Landenge voneinander getrennt sind.
Mit der Entwässerung der zum Peenestrom offenen Niederung durch ein Grabensystem zum Zweck der landwirtschaftlichen Nutzung kam es zur Grundwasserabsenkung und allmählichen Verlandung des Sees. Stellenweise wurde Torf abgebaut. Im östlichen Teil, der nicht als Grünland genutzt wurde, bildete sich ein Bruchwald heraus. Der südliche, eigentliche Schwarze See blieb überwiegend baumfrei, während sich auf dem Borkschen See Birken-Bruchwald mit vereinzelten Erlen ansiedelte. Das Gebiet wurde zur Ausweisung als Naturschutzgebiet vorgeschlagen.